# Onze-Lieve-Vrouwekerk (Oberwesel)
De Onze-Lieve-Vrouwekerk (Duits: Liebfrauenkirche) is een rooms-katholiek kerkgebouw in de Duitse stad Oberwesel. De gotische kerk werd in 2002 toegevoegd aan de lijst UNESCO-werelderfgoed van het Middenrijndal. De kerk wordt vanwege de kleur in de volksmond ook Rode Kerk genoemd.

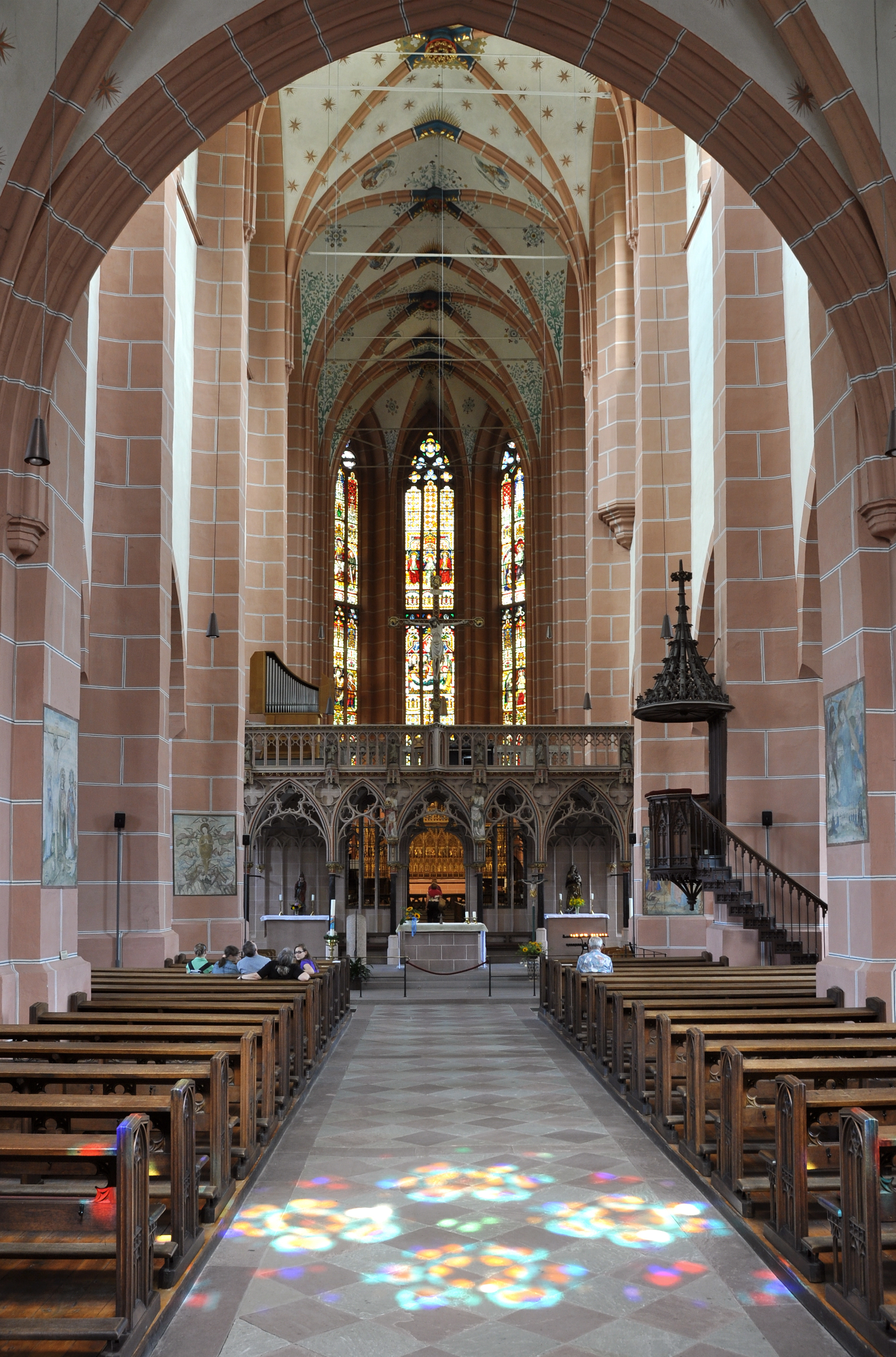
Interieur

## Geschiedenis
De kerk werd voor het eerst genoemd in 1213, maar werd waarschijnlijk al in de 12e eeuw gesticht. In 1258 werd de kerk tot stiftskerk verheven. Het huidige bouwwerk dateert van de eerste helft van de 14e eeuw. In een verloren gegaan glasvenster werd de datum 1308 genoemd, de wijding van het koor in 1331 wordt in een oorkonde genoemd en de voltooiing van de kerk is op basis van dendrochronologische datering van de westelijke toren vast te stellen op 1351.
In de daarop volgende eeuwen zijn er nauwelijks noemenswaardige veranderingen in de bouw vast te stellen. Oorspronkelijk lag de kerk buiten de stadsmuren aan de voet van de Schönburg, maar rond 1400 kwam de kerk door uitbreiding van de stadsmuren binnen het beschermde stadsgebied te liggen. Als gevolg van de secularisatie in 1803 werden de stiftsgebouwen en de kruisgang bij de kerk gesloopt.

## Inrichting
Van de kerk heeft een zeldzaam groot deel van de oorspronkelijke inrichting de tand des tijds doorstaan. Hoofdaltaar, doksaal, het tabernakel en het koorgestoelte alsmede glas-in-loodresten en de klok dateren van of kort na de voltooiing van de bouw van de kerk. Talrijke fresco's uit met name de 16e eeuw sieren de pijlers van de kerk met heiligen en Onze-Lieve-Vrouwe.
Verder zijn er ettelijke grafmonumenten van de 14e tot de 17e eeuw, een barokke orgel van Franz Joseph Eberhard (1740-1745). In de sacristie bevinden zich een aantal barokke liturgische voorwerpen en monstransen. Hoogtepunt van de kerk vormt het gouden hoogaltaar, een 2,45 meter hoog en zes meter breed altaarstuk met onder gotische nissen twee rijen beelden van Bijbelse figuren, de kroning van de Heilige Maagd, apostelen en martelaren.
Samen met de Sint-Martinuskerk vormt de kerk één parochiegemeenschap.

## Afbeeldingen

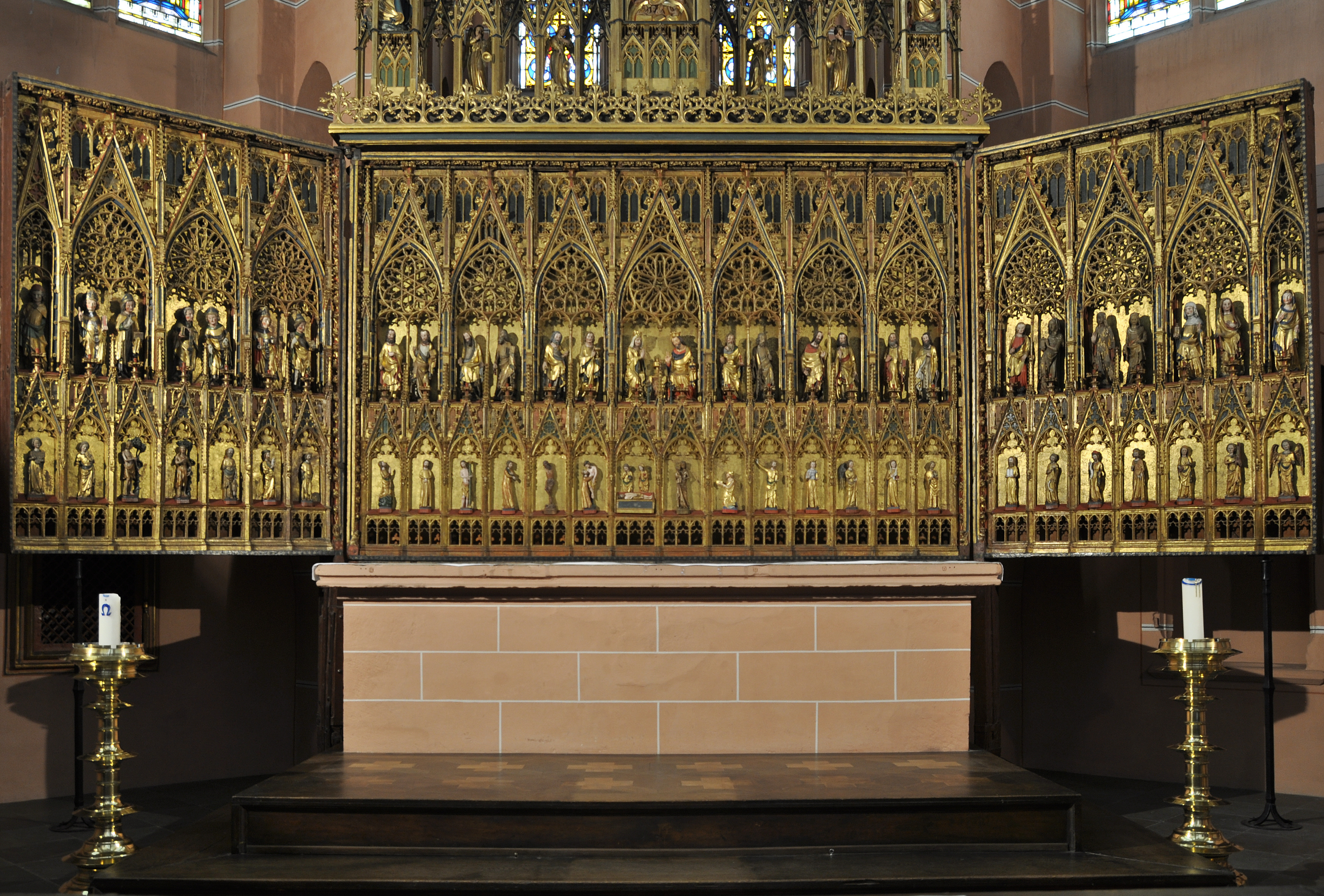
Goude altaar
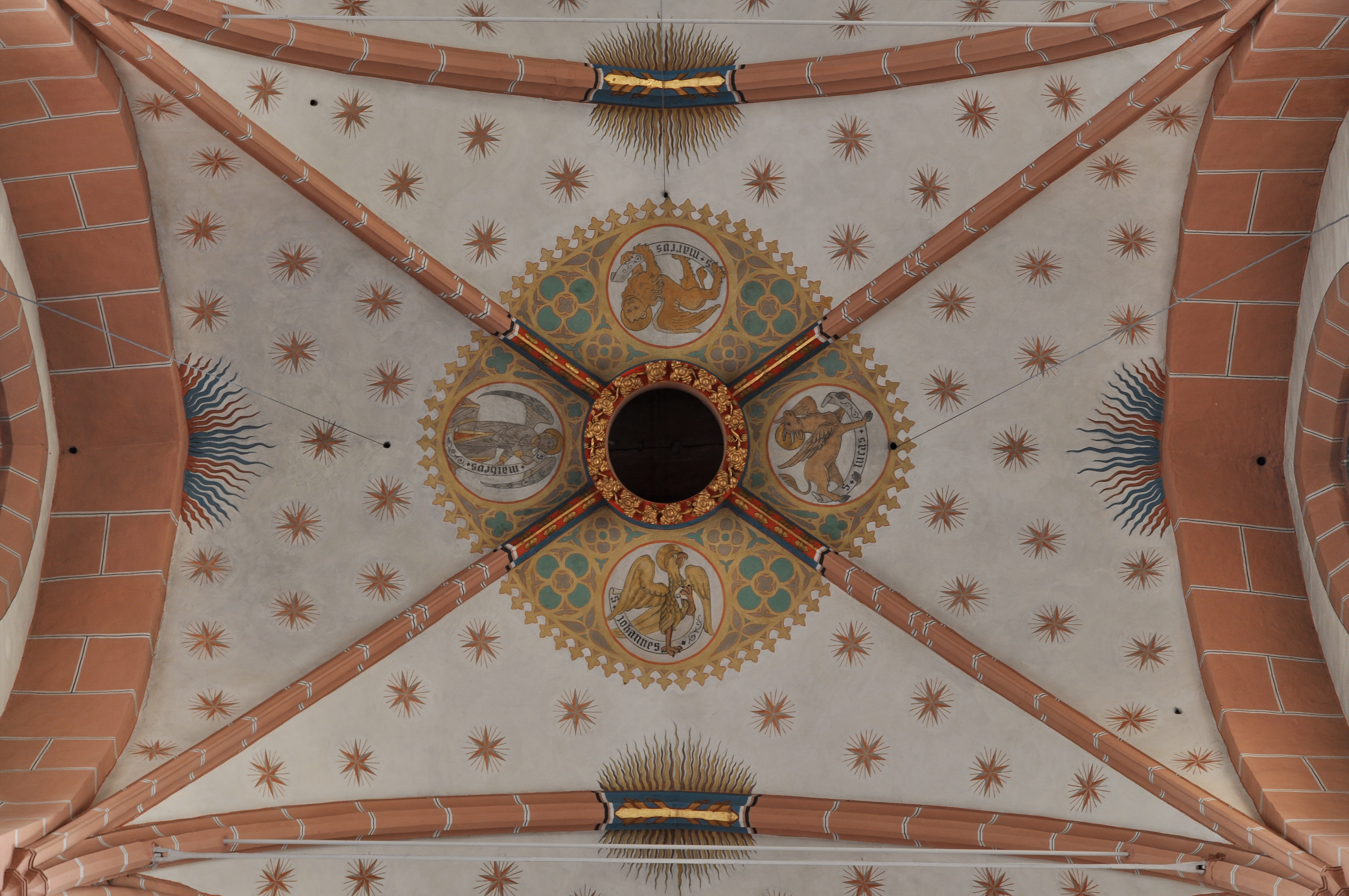
Gewelf
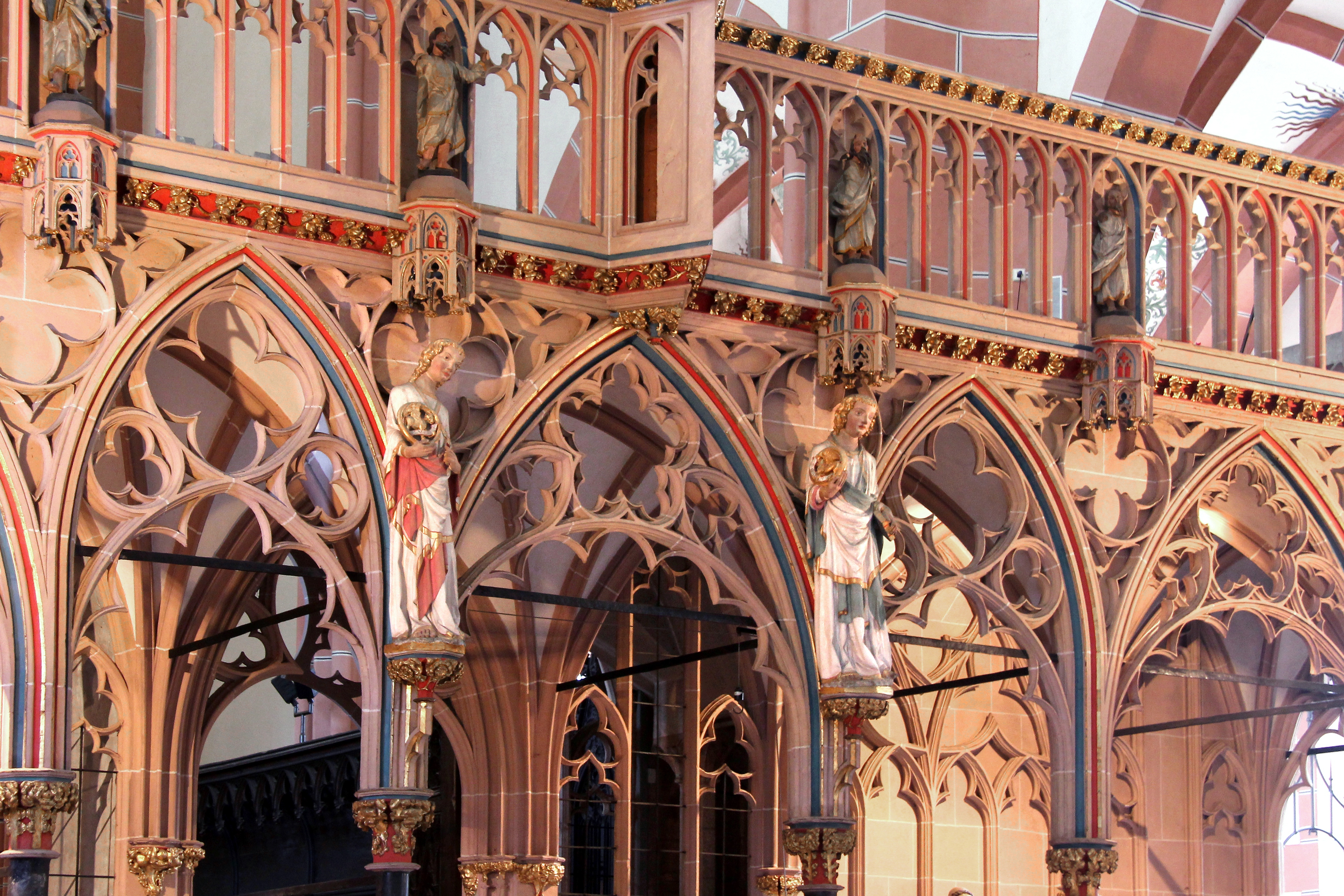
Doksaal
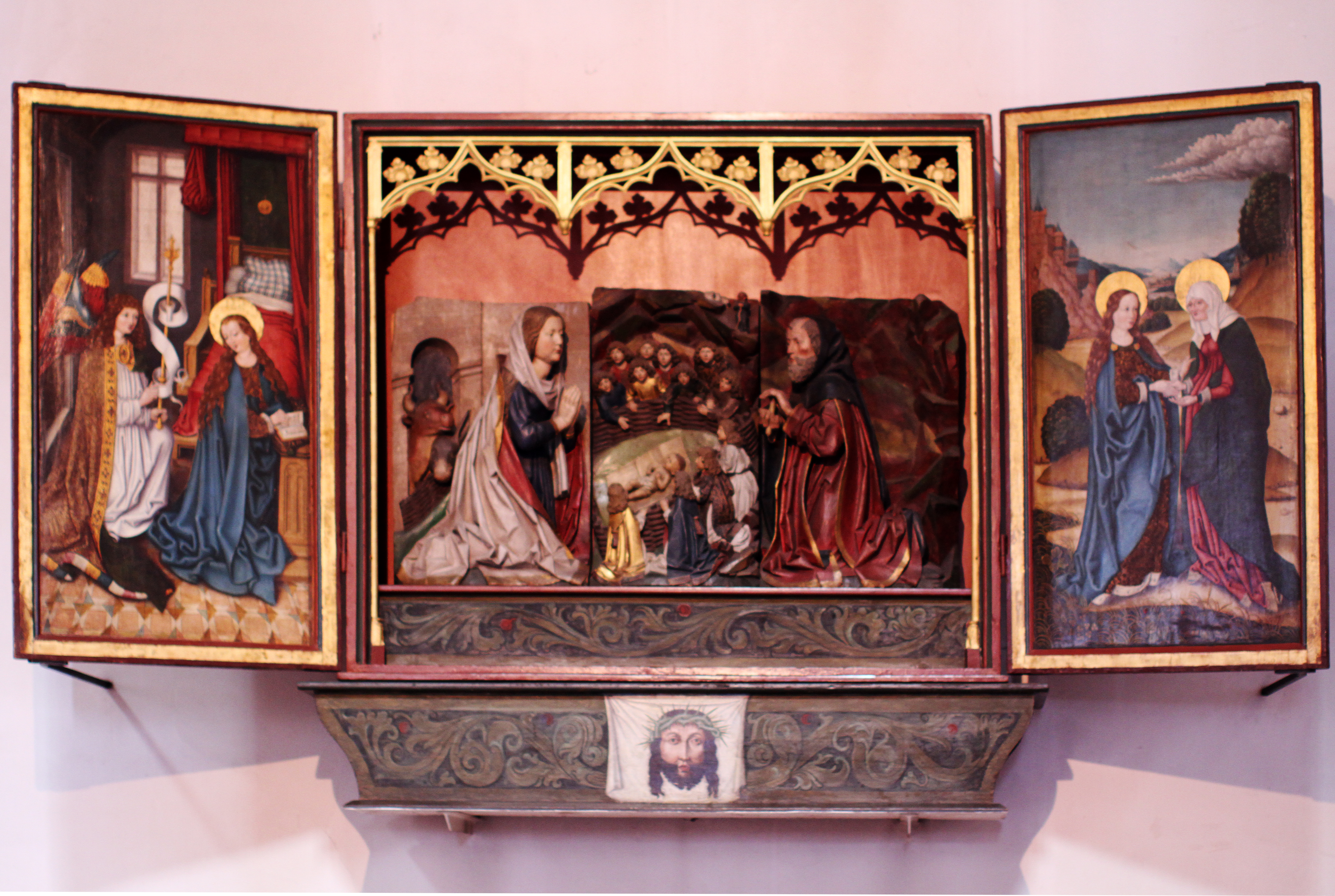
Zijaltaar
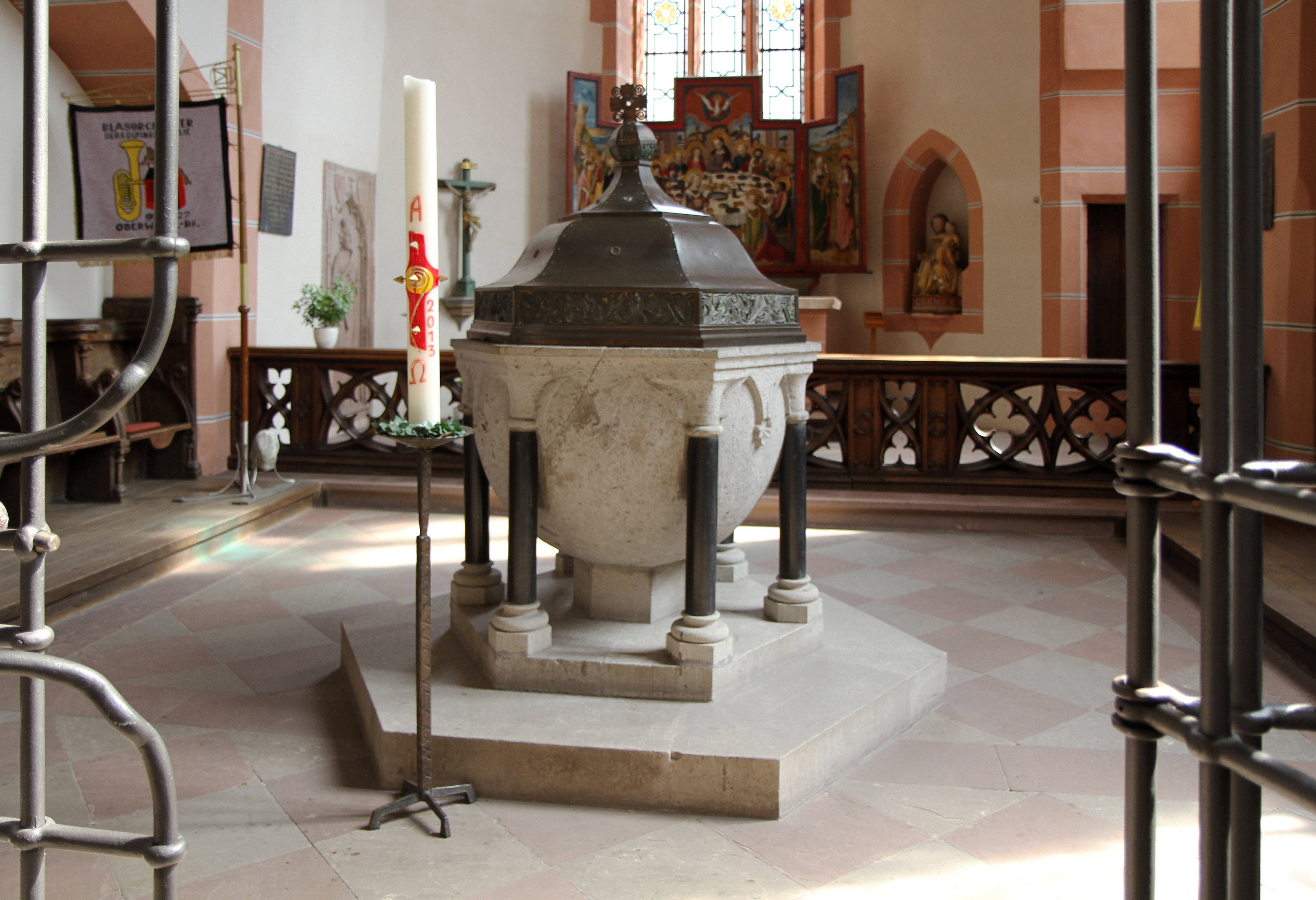
Doopvont